# Amy Davidson
Amy Davidson (Phoenix, Arizona, 15 de septiembre de 1979) es una actriz estadounidense, conocida por su rol como Kerry Hennessy en la serie 8 Simple Rules for Dating My Teenage Daughter. Es notable resaltar que su papel en la serie es el de hermana menor del personaje interpretado por Kaley Cuoco, cuando en realidad es 6 años mayor.
Amy Davidson comenzó a desarrollar su talento artístico a una temprana edad, y debido a esto su familia se mudó a Los Ángeles, California.
Una vez en Los Ángeles Amy formó parte del elenco de la serie de las Gemelas Olsen So Little Time. También fue estrella invitada en varias series dramáticas y actuó en la película The Truth About Jane.
- Datos: Q242855
- Multimedia: Amy Davidson / Q242855